# Felosa-musical
A felosa-musical (Phylloscopus trochilus) é uma pequena ave da família Phylloscopidae. É parecida com a felosa-comum, distinguindo-se pelas asas mais longas e pelo tom mais amarelo da plumagem. Tem as patas alaranjadas.
Esta felosa nidifica no centro e no norte da Europa e da Ásia. É uma espécie migradora que inverna na África tropical. Em Portugal ocorre unicamente durante as passagens migratórias primaveril e outonal.

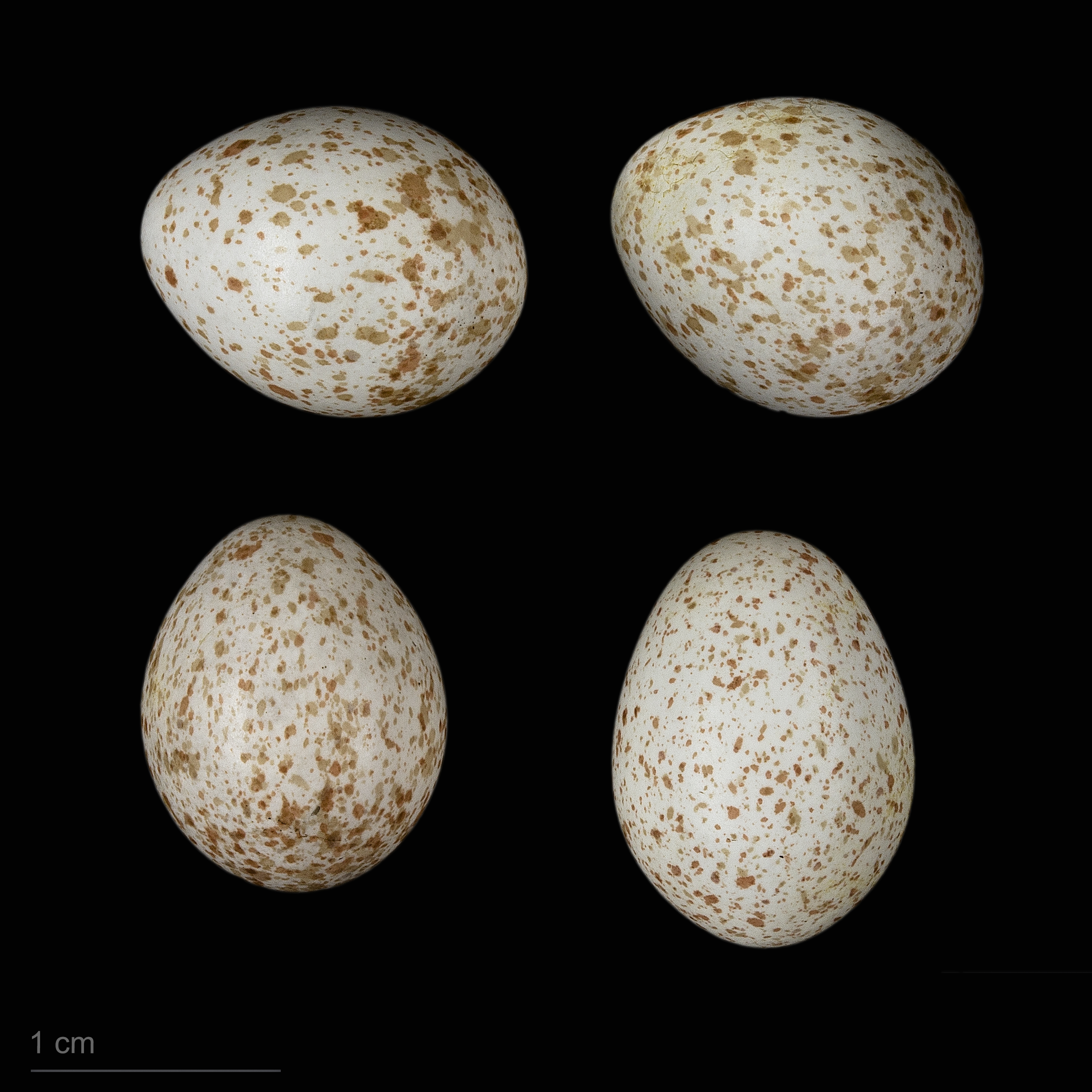
Phylloscopus trochilus - MHNT